# Hirotaka Tameda
Hirotaka Tameda ((為田 大貴, Tameda Hirotaka) est un footballeur japonais né le 24 août 1993 à Nagasaki. Il évolue au poste de milieu défensif.

## Biographie
Avec les clubs de l'Oita Trinita et de l'Avispa Fukuoka, il joue 42 matchs en première division japonaise, inscrivant un but. 